# Nelli Koróvkina
Nelli Vitálievna Koróvkina (en ruso: Нелли Витальевна Коровкина; Moscú, Rusia; 1 de noviembre de 1989) es una futbolista rusa. Juega como delantera y su equipo actual es el WFC Lokomotiv Moscú del Campeonato Ruso de fútbol femenino y forma parte de la selección de fútbol femenino de Rusia.

## Selección nacional
Como parte de la selección rusa, hizo su debut en septiembre de 2012 en el partido de clasificación de la Eurocopa Femenina 2013 contra Macedonia. En su debut con la selección, como suplente, inmediatamente marcó dos goles.